# ۱۱۹۹ (قمری)
۱۱۹۹ (قمری)، هزار و صد و نود و نهمین سال در گاهشماری هجری قمری است. اول محرم این سال برابر با چهاردهم نوامبر سال ۱۷۸۴ میلادی است.

## درگذشتگان
- اول ربیع الثانی _علیمرادخان زند،ششمین حاکم زندیه و پادشاه ایران

## وابسته
- زندیان